# Stanley Milgram
Stanley Milgram, född 15 augusti 1933 i New York, död 20 december 1984, var en amerikansk socialpsykolog och forskare vid Yale University. Hans mest berömda experiment är känt som Milgramexperimentet och resultaten redovisade han 1975 i boken Lydnad och auktoritet (Obedience To Authority, An Experimental View), som handlar om hur människor under order kan ge andra oskyldiga människor dödliga elchocker om de vet att de själva inte bär ansvaret.
Ett annat berömt experiment av Milgram är Världen är liten-experimentet, där han undersöker hur lång kedja av bekantskaper som behövs för att sammankoppla två helt olika individer i det sociala kontaktnätet.